# 楊君俠
楊君俠（Yeung Kwun Hap，1910年—1939年7月7日），香港電影的瘦皮猴諧星。

## 演藝歷程
- 13歲在油麻地廣智戲院售賣糖果、幫助貼街招等工作。為人生活樸素，賺得的工資幾乎全花在看電影。因拍攝電影，在電影《舞臺春色》（1938年）裡，曾與大胖子諧星劉桂康及檸檬被組合成「佛氏三兄弟」；亦曾與大胖子諧星劉桂康被編成東方的「Laurel and Hardy」般的肥瘦諧星配[1]。

- 楊君俠在「聯華演員養成所」接受電影及戲劇訓練，與黃曼梨、唐醒圖、吳楚帆、胡戎、李鐵等為同學，銀幕處男作是香港「聯華」的《鐵骨蘭心》、《洞房雙屍案》（1934年）；在電影《山東響馬》（1936年）裡，飾演和尚悟塵，被要求刮光頭髮，當時的片酬只有港幣25元；遺作《女兒香》(1939年)，一生演出約60齣電影[2]。

## 英年早逝
中華民國廿八年（1939年）7月7日早上5時25分，在九龍廣華醫院因虎列拉症(霍亂)病逝，享年29歲，遺下年輕妻子。7月8日正午安葬在九龍牛池灣，當日送殯的明星包括：吳楚帆、黃曼梨、鄺山笑、錢大叔、朱劍琴、楚賓、羅志雄、周志誠、馮應湘、劉桂康、馮峰。

## 外部連結
- 香港電影資料館的楊君俠參演電影列表[永久]
- 香港影庫：楊君俠 （页面存档备份，存于）